# Leopard 2E
Leopard 2E (E fiind o abreviere de la España, Spania în limba spaniolă) este o variantă a tancului principal de luptă german Leopard 2, adaptat la cerințele Armatei Spaniole, care l-a achiziționat ca parte a unui program de modernizare a armamentului denumit Programa Coraza (Programul Blindate). Programul de achiziție a tancului Leopard 2E a început în 1994, la cinci ani după anularea programului tancului Lince care a culminat cu acordul privind transferul a 108 tancuri Leopard 2A4 către Armata Spaniolă în 1998. Producția locală a tancului Leopard 2E a fost demarată în luna decembrie a anului 2003. În ciuda producției întârziate din cauza fuziunii dintre firmele Santa Bárbara Sistemas și General Dynamics și a problemelor legate de producție dintre anii 2006 și 2007, 219 tancuri Leopard 2E au fost livrate Armatei Spaniole.
Leopard 2E este o îmbunătățire majoră față de tancul M60, pe care l-a înlocuit în unitățile spaniole mecanizate și blindate. Dezvoltarea sa a reprezentat un volum total de 2,6 milioane ore de muncă, 9 600 dintre acestea având loc în Germania. Costul total s-a ridicat la 1,9 miliarde euro, Leopard 2E fiind printre cele mai costisitoare variante ale tancului Leopard 2 construite până în prezent. Producția locală a reprezentat 60%, vehiculele fiind asamblate la Sevilla de către Santa Bárbara Sistemas. Leopard 2E are un blindaj mai gros la turelă și la plăcile frontale ale cutiei blindate decât varianta germană Leopard 2A6 și folosește un sistem de comandă și control spaniol, similar celui instalat pe tancurile germane Leopard 2. Tancul va rămâne în dotare cel puțin până în anul 2025.

## Programele spaniole de înzestrare cu blindate 1987–93
În 1987, Armata Spaniolă era dotată cu 299 de tancuri franceze AMX-30E, asamblate de către firma Santa Bárbara Sistemas, și 552 de tancuri americane M47 și M48 Patton. Tancurile AMX-30E au fost introduse în dotare în anul 1970, în timp ce tancurile americane au fost introduse în uz la mijlocul anilor 1950. Deși tancurile M47 și M48 din dotarea Spaniei au fost modernizate la standardele M47E and M48E, fiind aproape echivalente cu tancul M60, Armata Spaniolă le considera depășite. În 1984, când a decis să înlocuiască tancurile Patton, guvernul spaniol și-a declarat intenția de a construi local un nou tanc principal de luptă, cunoscut de atunci sub denumirea de Lince. Cinci companii și-au făcut publică intenția de a participa la licitație, între care Krauss-Maffei într-un parteneriat cu Santa Bárbara Sistemas, GIAT cu ceea ce avea să devină mai târziu Leclerc (tancul italian MK3), General Dynamics cu tancul M1 Abrams și Vickers cu proiectul Valiant. Deși ofertele care includeau M1 Abrams și Valiant nu au fost acceptate, licitația a continuat până în 1989 când a fost oficial anulată.
În schimb, guvernul spaniol a decis să înlocuiască vechile tancuri Patton cu tancuri americane M60 retrase din Europa Centrală în concordanță cu Tratatul cu privire la Forțele Armate Convenționale în Europa. Deși inițial Armata Spaniolă urma să primească 532 de tancuri M60 și M60A1, în final au fost livrate doar 260 de tancuri M60A3, dintre care 244 au fost introduse în serviciul activ al armatei. La sfârșitul anilor 1980, Ministerul Apărării din Spania a aprobat un program de modernizare pentru 150 de tancuri AMX-30E și un program de reconstrucție pentru cele 149 de vehicule de acest tip rămase pentru a le readuce la starea lor tehnică inițială. Cu toate acestea, nici tancurile M60 și nici cele de tipul AMX-30 nu reprezentau o îmbunătățire a parcului spaniol de tancuri M47 și M48 Patton.
Întrucât parcul existent de tancuri nu îndeplinea cerințele Armatei Spaniole, Spania a deschis negocieri cu Germania și compania Krauss-Maffei privind posibilitatea unei viitoare colaborări în legătură cu următorul tanc spaniol, și a trimis o delegație militară în Germania în anul 1994. Deși germanii au oferit Spaniei tancuri Leopard 1 excedentare și echipament sovietic inclus în Armata Germană după reunificarea Germaniei, guvernul spaniol a refuzat aceste oferte și a făcut presiuni pentru modelul Leopard 2.

## Programa Coraza
În luna martie a anului 1994, Ministerul Apărării din Spania a creat Programa Coraza 2000 (Programul Blindate 2000), care s-a concentrat pe achiziția și integrarea armamentului nou destinat modernizării Armatei Spaniole. Programul includea Leopard 2E și mașina de luptă a infanteriei Pizarro, precum și elicopterul de atac Eurocopter Tiger. Obiectivul programului s-a extins la integrarea a 108 tancuri Leopard 2A4, predate în leasing Spaniei la sfârșitul anului 1995. În afară de achiziții, Programa Coraza era menit să pregătească din punct de vedere logistic Armata Spaniolă pentru introducerea noilor echipamente.

### Leopard 2A4

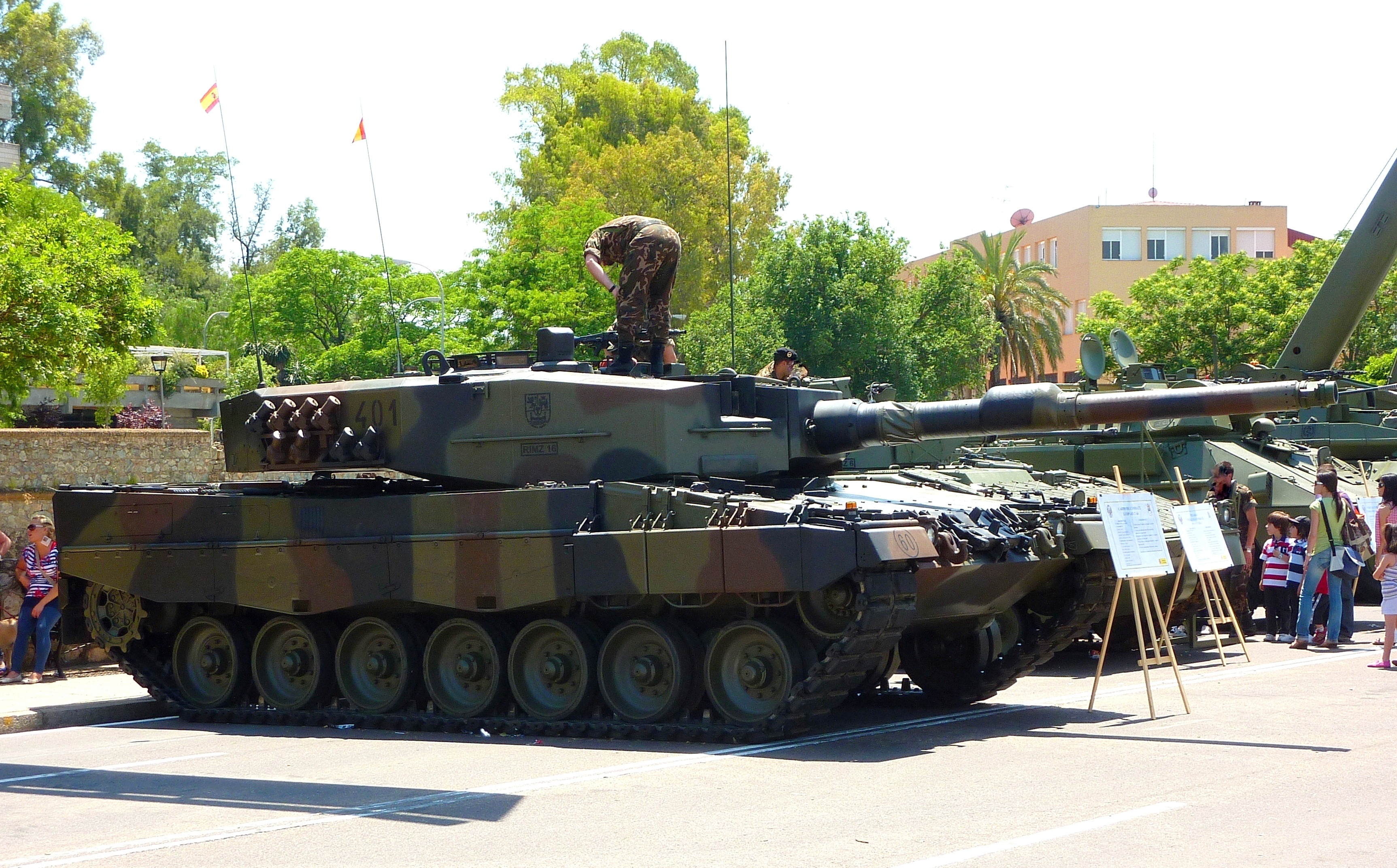
Un tanc Leopard 2A4 din dotarea Forțelor Terestre Spaniole.

Un memorandum de înțelegere a fost semnat la 9 iunie 1995 între guvernul german și cel spaniol, punând bazele achiziției a până la 308 tancuri Leopard 2E noi-nouțe. Acestea urmau a fi asamblate în Spania de către Santa Bárbara Sistemas, 60-70% dintre componente urmând a fi fabricate de către companii din Spania. Producția urma să aibă loc între anii 1998 și 2003. În plus, guvernul german a convenit să împrumute pentru cinci ani Armatei Spaniole 108 tancuri Leopard 2A4 pentru instrucție. Aceste vehicule au fost livrate între lunile noiembrie 1995 și iunie 1996. În 1998, Spania a fost de acord să achiziționeze tancurile Leopard 2A4 împrumutate și să reducă numărul tancurilor Leopard 2E noi-nouțe la 219 vehicule. În 2005, s-a declarat că cele 108 tancuri Leopard 2A4 vor costa Spania 16,9 milioane de euro, sumă care urma a fi plătită până în 2016.
Tancurile Leopard 2A4 echipau Brigăzile X și XI Mecanizate de Infanterie, care la vremea respectivă formau o parte a Eurocorps. După demararea producției tancului Leopard 2E și echiparea celor două brigăzi mecanizate de infanterie cu acest model, tancurile Leopard 2A4 au fost transferate Regimentului de Cavalerie Blindat Alcántara, cu garnizoana la Melilla.

## Leopard 2E

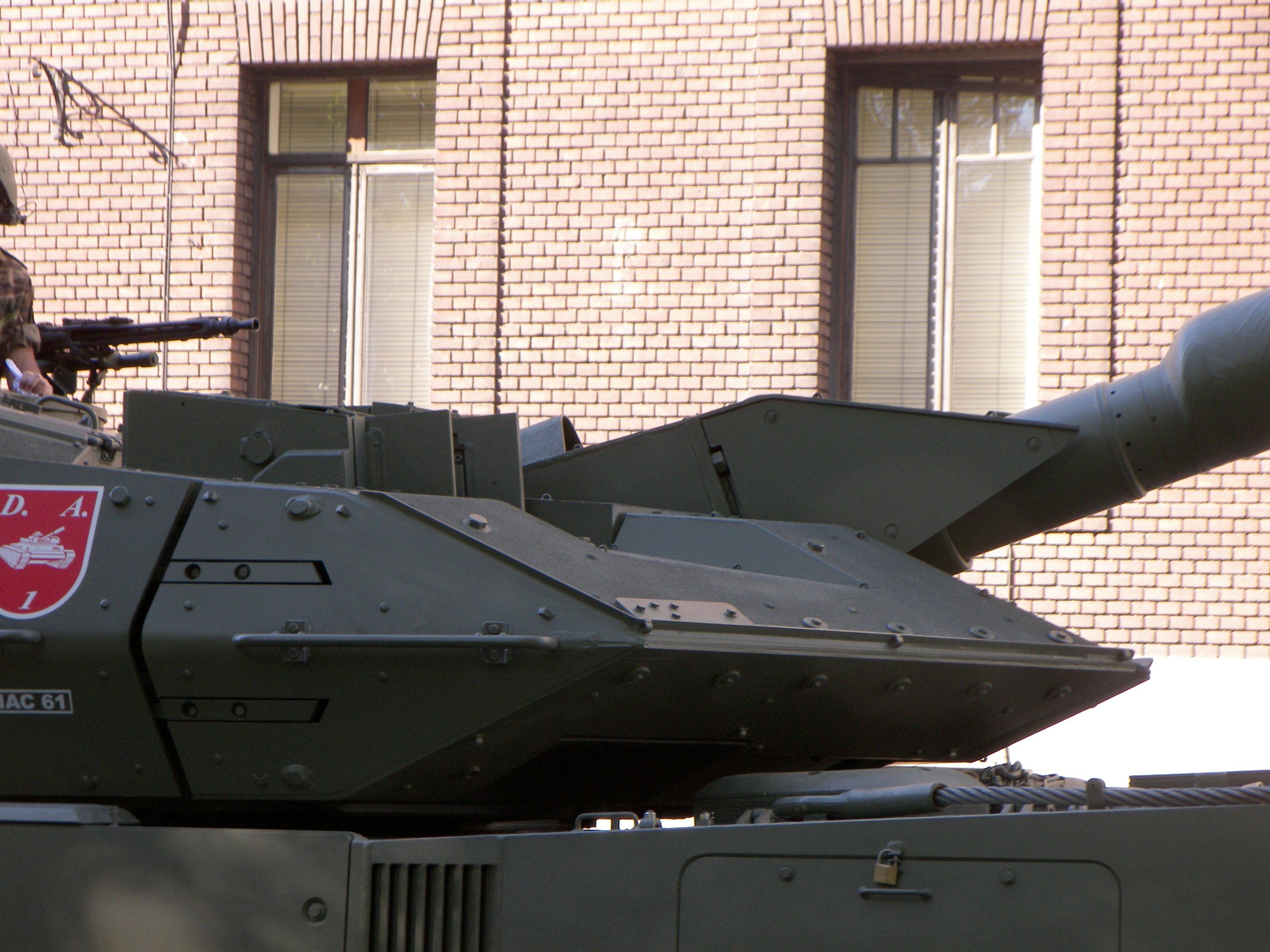
Blindajul turelei tancului Leopard 2E.

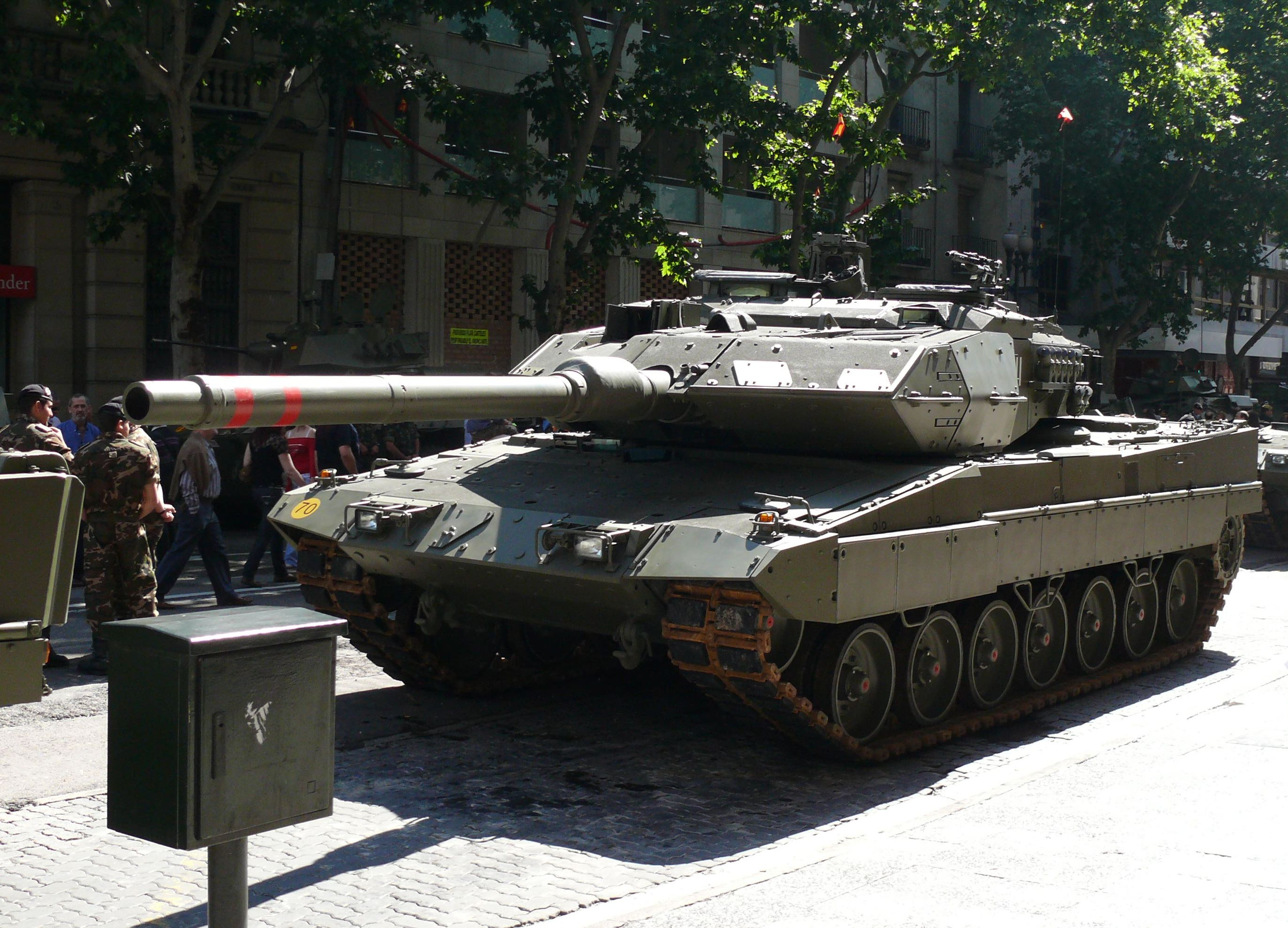
Leopard 2E în timpul unei parade militare din orașul Zaragoza (2008).

Tancul spaniol Leopard 2E are la bază modelul Leopard 2A6, și include blindajul suplimentar ascuțit al variantei Leopard 2A5 la turelă. Acest blindaj suplimentar maximizează grosimea blindajului pe care un proiectil perforant subcalibru, stabilizat cu aripioare, cu manșon detașabil, trebuie să o parcurgă pentru a pătrunde în volumul interior al turelei. În mod similar variantei suedeze Leopard 2S (Strv 122), Leopard 2E are un blindaj mărit la plăcile frontale ale cutiei blindate, pe arcul frontal al turelei și la plafonul turelei, greutatea vehiculului fiind de aproape 63 de tone. Nivelul de protecție al vehiculului este augmentat de către blindajul încorporat în structura tancului în timpul procesului de fabricație, spre deosebire de blindajul adăugat ulterior după asamblare, cum este cazul variantelor germane Leopard 2A5 și 2A6. Drept consecință, Leopard 2E este unul dintre cele mai bine protejate tancuri Leopard 2 aflate în uz.
Tancul este înarmat cu tunul de calibrul 120 mm Rheinmetall L55 și este capabil de a folosi un tun de calibrul 140 mm. Atât comandantul tancului, cât și ochitorul, au camere termice identice, din a doua generație, derivate din cele folosite de Sistemul de Lansare Ușor TOW 2B. Acestea sunt integrate de către Indra și Rheinmetall Defense Electronics. Indra furnizează sistemul de comandă și control al tancului, denumit Leopard Information and Command Equipment (abreviat LINCE, în  română Echipamentul de Informare și Comandă Leopard). Printre diferențele dintre tancul spaniol Leopard 2E și celelalte tancuri Leopard 2A6 se numără un motor auxiliar, fabricat de către SAPA, un sistem de climatizare cu aer condiționat și perne de cauciuc pentru șenilele vehiculului în scopul prelungirii duratei de exploatare pe terenul neregulat din Spania. Aproximativ 60% din fiecare Leopard 2E a fost fabricat în Spania, spre deosebire de 30% pentru Leopard 2S fabricat în Suedia.
Deși contractul final pentru fabricarea tancului spaniol Leopard 2E a fost semnat în 1998, cu o rată de producție de patru tancuri pe lună, primul Leopard 2E a fost construit abia la sfârșitul anului 2003. Această întârziere a fost cauzată, în mare parte, de fuziunea dintre Santa Bárbara Sistemas și General Dynamics, și datorită rezervelor firmei germane Krauss-Maffei de a împărtăși tehnologia tancului Leopard 2 cu o companie rivală care fabrica tancul M1 Abrams. Krauss-Maffei a livrat 30 de tancuri Leopard 2E între 2003 și 2006. Producția firmei Santa Bárbara Sistemas a fost întârziată după ce asamblarea tancurilor a fost demarată; între lunile ianuarie și noiembrie 2007, de exemplu, doar trei dintre cele 43 de tancuri Leopard 2E care trebuiau livrate Armatei Spaniole au fost livrate în practică, alte 15 exemplare fiind livrate până la sfârșitului anului pentru a compensa problemele anterioare legate de producție. Până la 1 iulie 2006, Armata Spaniolă a primit 48 de tancuri Leopard 2E și nouă vehicule de tractare Büffel, adică un sfert din contract, producția fiind planificată a se încheia până în 2007. Drept consecință, producția tancului Leopard 2E a fost extinsă până în anul 2008.
Leopard 2E a înlocuit tancul Leopard 2A4 în unitățile mecanizate spaniole, care la rândul lor au înlocuit tancurile M60 din unitățile de cavalerie. Ambele versiuni ale tancului Leopard 2 sunt prevăzute a fi menținute în uz până în 2025. În ceea ce privește scara industrială, producția și dezvoltarea tancului Leopard 2E reprezintă suma de 2,6 milioane de ore de muncă, inclusiv 9.600 în Germania. Tancul este unul dintre cele mai costisitoare modele de Leopard 2 construite vreodată.

### Comparație cu alte tancuri din dotarea armatei spaniole
Armata Spaniolă și-a înlocuit tancurile M60 și AMX-30 cu Leopard 2 între anii 1995 și 2008, o îmbunătățire considerabilă a capacității de luptă. Anterior, Armata Spaniolă era înzestrată cu tancuri M47 și M48 din seria Patton, care au fost modernizate până la echivalența cu tancul M60 la sfârșitul anilor 1970 și în anii 1980. Atât Leopard 2A4, cât și Leopard 2E sunt dotate cu un tun mult mai puternic decât cel prezent pe tancurile AMX-30 și M60. Motorul de 1500 cai-putere (1100 kW) al tancului Leopard 2 asigură o putere mai mare decât motorul de 750 cai-putere (559 kW) al tancului M60A3 și cel de 850 cai-putere (633 kW) al tancului AMX-30EM2. Pe de altă parte, Leopard 2 are mai puține lovituri la dispoziție, deși acestea sunt mai mari decât cele ale tancului M60A3.
|               | Leopard 2E             | Leopard 2A4            | M60A3                       | AMX-30EM2              |
| ------------- | ---------------------- | ---------------------- | --------------------------- | ---------------------- |
| Greutate      | 63 t                   | 55 t                   | 55,6 t                      | 36 t                   |
| Tun           | 120 mm L/55 țeavă lisă | 120 mm L/44 țeavă lisă | 105m mm M68 țeavă ghintuită | 105 mm țeavă ghintuită |
| Muniție       | 42 lovituri            | 42 lovituri            | 63 lovituri                 | Indisponibil           |
| Autonomie     | 500 km                 | 500 km                 | 480 km                      | 400 km                 |
| Putere motor  | 1.479 CP (1.103 kW)    | 1.479 CP (1.103 kW)    | 750 CP (560 kW)             | 850 CP (630 kW)        |
| Viteza maximă | 68 km/h                | 68 km/h                | 48,28 km/h                  | 65 km/h                |